# チベット民族

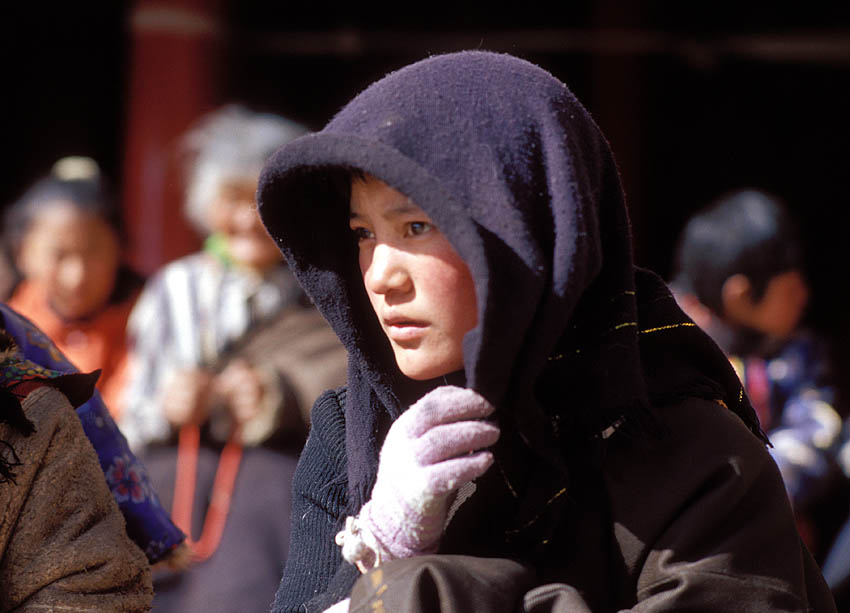
チベット人の少女～アバ州-四川省

チベット民族（チベットみんぞく、英語: Tibetan peopleまたはTibetans）は、ユーラシア大陸中央部のチベット高原上に分布する民族。チベット語を話し、人種的にはモンゴロイドに属する。

## 概要
チベット民族はチベット高原一体に分布し、シナ・チベット語族チベット・ビルマ語派のチベット語を用いる。7世紀、国王ソンツェンガムポの命によってインドに派遣されたトンミ・サムボータによって作られたという伝承を持つ独自の表音文字（チベット文字）を持つ。中華人民共和国、ブータン、インド、ネパールなどに分布する。
チベット語では「プーリー」 (bod rigs) と自称する。 「プー」はチベット、「リー」は種族、民族の意。
現在「チベット民族＝プーリー(བོད་རིགས,bod rigs)」は、包含する内実が相違する二つの用法で用いられている。  
1. 前近代以来用いられている伝統的な用法は、チベット本土の人々「プーパ」と、ブータン、ラダック、シッキムなどの諸国の人々などをあわせた、チベット系の人々に対する総称。
2. 中国の統治下で近年用いられ始めた用法は、中華人民共和国の国民を構成する少数民族の一つ「中: 藏族（ぞうぞく）＝チベット族」と等置されるチベット語の呼称。これは、中国が国民を民族識別工作によって民族別に区分する際、チベット民族を複数の集団に「識別」することによって成立した概念で、羌族、メンパ族（門巴族）やロッパ族（洛巴族）などに「識別」された人々は、「蔵族」とは別個の「民族」と位置付けられ、それぞれが個別に中国の55の少数民族の一つとしての法的地位を有するとされている。またブータン、ラダック、シッキムなど中国の国民ではない人々も、この「プーリー（蔵族）」には含まれない。

## 分布
この民族は主にブータン、ネパール、インド、中国の4か国に分布する。ブータンはこの民族自身が樹立した唯一の国際連合加盟国で、他の3か国においては「少数民族」として分布しているが、伝統的な分布地域の大部分において、人口の多数派を占めている。この民族の分布地域の面積・人口とも、大部分が中国の統治下におかれている。この民族の唯一の独立国家ブータンは、歴史的にはチベットの辺境地方に位置し、政治・文化の中心ヤルンツァンポ河流域は、現在、中国が設置した行政単位「西蔵」地方の中枢を占める。人口は、ブータンで約60万人、中国で5,416,021人、亡命チベット人約15万人など、4か国で約600万人。中華人民共和国の弾圧政策により約1/5の人口を失ったとされる。

### 中国における分布
中国における民族識別工作では、この民族を「蔵族（ツァンズー）」のほか、ロッパ族、メンパ族、羌族(きょう-族,チャン族)などの「民族」に区分、各「民族」は民族区域自治政策に基づき、集住地域には自治行政単位の設定を認められている。
チベット自治区には241万人、青海省には113万人、甘粛省には36万人、四川省には122万人、雲南省には13万人いると言われている。

#### 自治区
- チベット自治区

#### 自治州
- 青海省：北東部の西寧市周辺を除く地域に6つのチベット族自治州が設置されている。
  - ゴロク・チベット族自治州
  - 海北チベット族自治州
  - 海西モンゴル族チベット族自治州
  - 海南チベット族自治州
  - 黄南チベット族自治州
  - 玉樹チベット族自治州
- 四川省：同省の西半部。
  - アバ・チベット族チャン族自治州
  - カンゼ・チベット族自治州
- 甘粛省：同省の南西部。
  - 甘南チベット族自治州
- 雲南省：同省の北西部。
  - デチェン・チベット族自治州

#### 自治県
- 四川省
  - ムリ・チベット族自治県
- 甘粛省
  - 天祝チベット族自治県

#### 民族郷
- 北川チャン族自治県
  - 桃龍チベット族郷
- 平武県
  - 土城チベット族郷
  - 闊達チベット族郷
  - 黄羊関チベット族郷
  - 虎牙チベット族郷
  - 泗耳チベット族郷
  - 白馬チベット族郷
  - 木座チベット族郷
  - 木皮チベット族郷
- 漢源県
  - 小堡チベット族イ族郷
- 石棉県
  - 蟹螺チベット族郷
  - 新民チベット族イ族郷
  - 王崗坪イ族チベット族郷
  - 草科チベット族郷
- 冕寧県
  - 和愛チベット族郷
- 越西県
  - 保安チベット族郷
- 粛南ユグル族自治県
  - 馬蹄チベット族郷
  - 祁豊チベット族郷
- 瓜州県
  - 広至チベット族郷
- 隴南市武都区
  - 坪埡チベット族郷
  - 磨壩チベット族郷
- 文県
  - 鉄楼チベット族郷
- 宕昌県
  - 新城子チベット族郷
- 西寧市湟中区
  - 群加チベット族郷
- 湟源県
  - 日月チベット族郷
- 大通回族トゥ族自治県
  - 向化チベット族郷
  - 朔北チベット族郷
- 互助トゥ族自治県
  - 巴扎チベット族郷
  - 松多チベット族郷
- 化隆回族自治県
  - 雄先チベット族郷
  - 査甫チベット族郷
  - 塔加チベット族郷
  - 金源チベット族郷
- 循化サラール族自治県
  - 道幃チベット族郷
  - 崗察チベット族郷
  - 文都チベット族郷
  - 尕楞チベット族郷

### ネパールにおける分布

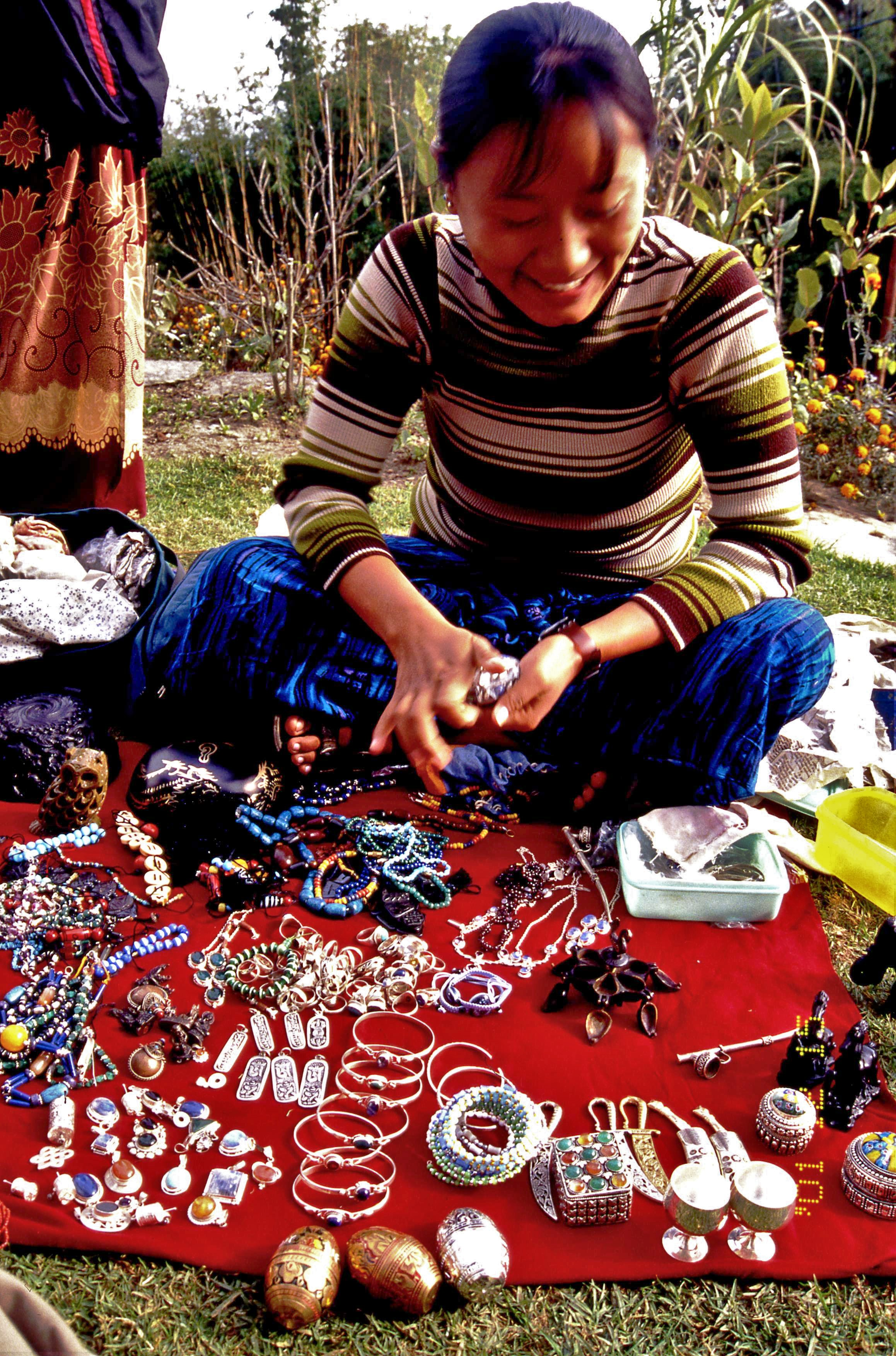
ネパールのチベット人の行商）

- ドルポ地方
- ムスタン

### インドにおける分布
- ジャンムー・カシミール州：ラダック地方
- シッキム州
- ヒマーチャル・プラデーシュ州北部
- アルナーチャル・プラデーシュ州

### ブータンにおける分布
ブータンの国土は、標高3500 - 7000mの山地が占める北部と、中央部、インド平原に連なる南部からなるが、チベット系の人々は、主として中央部に居住し、南部地方ではネパール系住民が多数を占める。
ブータンにおいてはチベット語に近縁なゾンカ語を母語とするガロン（Ngalong）が人口の筆頭を占めるが、狭義のチベット民族（蔵族）は数千人に過ぎない。

## 言語
チベット語を話す。通常、チベット語はウ・ツァンチベット語、アムド・チベット語、カム・チベット語の3語を指す。ラサ方言は標準チベット語と言われる。

## 文化・宗教
宗教としては大多数が、8世紀に国教と定められたチベット仏教の信者であるが、近年では世俗化が進んでいる。またボン教やイスラム教の信者もいる。
チベット民族は月の質に基づいて日、月、年を計算する独自のカレンダーを使う。何世紀にもわたる開発の後、 チベット暦は成熟したシステムになった。

## 遺伝子

### 父系遺伝子

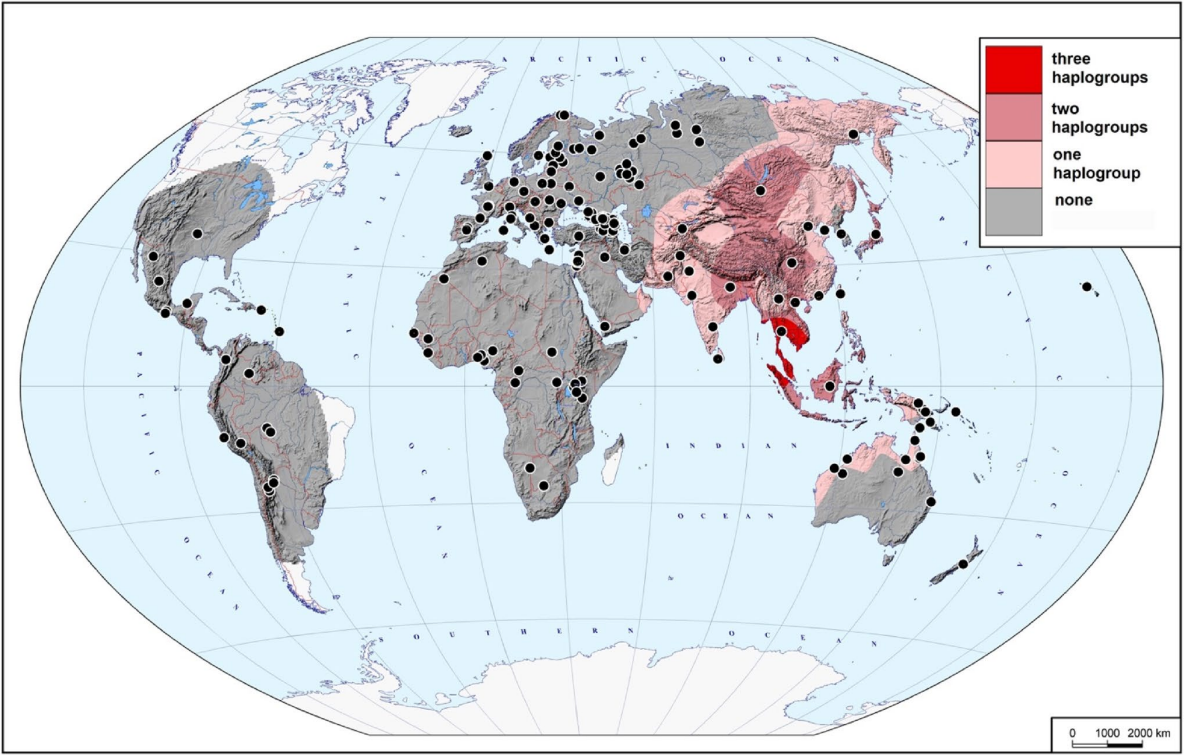
ハプログループD、C、Fの分布

チベットでは、D1a1a-M15が16%、D1a1b⁻P99が33%、とD1a1-Z27276系統だけで約半数の49%を占めている。別の調査では、ハプログループDが42.9％、ハプログループO2が40.0％、ハプログループNが8.6％、ハプログループR1a1が8.6％である。
ハプログループDが相当な頻度で存在するのは日本とチベットおよびアンダマン諸島のみである（日本では32%前後、沖縄では55％前後、アイヌでは88%前後、チベットでは約30～50%、アンダマン諸島南部では73%）。ただし、それぞれの地域でタイプは異なっており（アンダマン諸島(ジャラワ族、オンゲ族)はパラグループD1a3、日本列島(大和民族、アイヌ民族、琉球民族)はハプログループD1a2、チベット民族はハプログループD1a1）、各々の分岐年代は少なくとも3.5万年以上前である。またチベット人からはD系統とE系統の祖形DEから直接分岐したDE*もわずかに観察されている。

### その他
ヒトは、酸素の薄い環境ではヘモグロビンの量を増加させる遺伝子EPAS1を持っている。しかし、ヘモグロビンが増えすぎると、高血圧症や、新生児の低体重および死亡の原因となる。しかし、チベット人は、ヘモグロビンの生産量を抑制するようにEPAS1が変異しているとされ、これはデニソワ人と交配した際に獲得したとの説がある。これにより、チベット人は高地での生活に適応したとされる。

## 歴史
5世紀頃からホタン方面から入ってきた遊牧民の政権が王国を建設した。テュルク諸語やモンゴル語などではトベットとよび、漢文では吐蕃と記される。7世紀頃に盛強となる。その後も異民族による直接支配を受けたことがなく、1642年にはダライ・ラマ政権が成立した。
1723-32年の「雍正のチベット分割」により、チベットの東部（アムド全域・カム東部）の諸侯は分割されて青海およびチベットに隣接する甘粛・四川・雲南に分属し、西寧弁事大臣と甘粛・雲南の巡撫、四川総督などの中国の地方官より六部の「兵部」を介し、清朝皇帝から所領の安堵を受けることとなった。引き続きダライ・ラマとチベット政府ガンデンポタンの管轄下に置かれたチベットの中央部（ウー・ツァン）および西部（ガリ）は、中国側ではまとめて「西蔵」と称されるようになった。
1912年の辛亥革命により清国が滅亡すると、ガンデンポタンはチベット全土の奪還を目指して東征の軍を起こしたが、甘粛・青海を掌握する馬氏政権、四川・雲南の地方政権などに阻まれた。その後、中華民国の全時期（1912-1949）を通じ、中国の地方政権がチベットの東部を分割支配し、チベットの西部・中央部をガンデンポタンが掌握するという形勢は変わらなかった。
1949年に建国した中華人民共和国は、まず1949年から1950年にかけて中華民国の諸地方政権が支配していたチベット東部を掌握、ついで1950年にガンデンポタン治下のカム地方の西部に侵攻、翌1951年にはガンデンポタンを屈服させて（十七ヶ条協定）チベットの西部・中央部を制圧した（いわゆる西蔵和平解放）。1955年、チベットの東部で勃発した抗中蜂起は1959年中央チベットに波及、1959年3月10日のラサ市民の蜂起、中国軍による鎮圧をへて、チベットの君主ダライ・ラマ、チベット政府ガンデンポタン、約10万人の難民がチベットを脱出し、チベットの全土が中国の直接統治下に組み込まれた。
2017年現在は独立国家としてブータン王国を持っているが、他の地域では他国の支配を受けている。特に中国支配下のチベット本土においては自治拡大を主張している。

## 著名な出身者
- 韓紅 - チベット系の女性歌手。
- alan - チベット系の女性歌手で、エイベックスからメジャーデビューし、日本と中国で活動している。
- バイマーヤンジン - チベット系の女性歌手で、チベット自治区出身のアーティストとして日本を拠点に活動。アバ県出生。